# Robert Folger
Robert Folger (ur. 12 marca 1966) – niemiecki historyk, kulturoznawca i iberysta. Profesor na Uniwersytetecie w Heidelberu, były dziekan tamtejszego Wydziału Neofilologii. Obecnie dyrektor Międzynarodowego Centrum Badań nad Apokalipsą i Postapokalipsą im. Käte Hamburger (CAPAS). Autor książek i artykułów naukowych poświęconych literaturze hiszpańskojęzycznej, a także tematyce apokaliptycznej.

## Edukacja
Folger w 1985 roku ukończył szkołę średnią Ruperti-Gymnasium w Mühldorf am Inn, a następnie w 1993 r. uzyskał tytuł magistra (M.A.) na kierunku historia średniowiecza, historia nowożytności i literatura hiszpańska na Uniwersytecie w Monachium.
Kontynuował edukację na Uniwersytecie w Rostocku, gdzie uzyskał w roku 1999 tytuł doktora (Ph.D.) historii średniowiecza i nowożytności, rozprawę doktorską poświęcił tematyce pamięci i genealogii w kastylijskiej historiografii XIV i XV wieku.
Jeszcze przed obroną doktoratu na Uniwersytecie w Rostocku Folger wyemigrował do Stanów Zjednoczonych, gdzie w latach 1996–2001 wykładał na University of Wisconsin-Madison. W 2001 roku podczas pobytu na uczelni w Wisconsin napisał dysertację pt. Images in Mind: Readings of Spanish Sentimental Fiction in the Context of Lovesickness and Faculty Psychology i uzyskał drugi stopień doktora, tym razem z zakresu literatury hiszpańskiej.

## Działalność naukowa
Po obronie doktoratu na University of Wisconsin-Madison Folger wrócił do swojej ojczyzny i zaczął pracę na Uniwersytecie w Monachium, gdzie przez ponad 6 lat prowadził swoje badania naukowe.
W 2007 roku uzyskał stopień doktora habilitowanego na Uniwersytecie w Monachium, a jego habilitacja dotyczyła konstytuowania podmiotu, interpelacji strategicznej i pisania taktycznego we wczesnonowożytnej kulturze hiszpańskiej.
Następnie Folger ponownie zdecydował się wyjechać z kraju i przez rok do 2008 roku pracował na Royal Holloway w Londynie, gdzie zdobył tytuł profesora. Po epizodzie w Londynie rozpoczął pracę na Uniwersytecie w Utrechcie, gdzie w latach 2008–2013 wykładał w Katedrze Literatury i Kultury Hiszpańskiej.
Od 2013 roku jest związany z Uniwersytetem w Heidelbergu, swoje badania prowadzi w Katedrze Literatury Romańskiej. Od 2019 do 2021 był dziekanem Wydziału Neofilologii. Obecnie jest dyrektorem Międzynarodowego Centrum Badań nad Apokalipsą i Postapokalipsą im. Käte Hamburger (CAPAS), funkcję tę pełni od 2021 roku (wspólnie z Thomasem Meierem do początku 2025 roku).
Jest profesorem wizytującym na ekwadorskim Universidad Andina Simón Bolívar w Quito.
Współredaguje lub zasiada w radzie redakcyjnej 7 różnych czasopism, publikujących głównie artykuły z obszaru iberystyki lub studiów nad apokalipsą. Jest także współorganizatorem wielu konferencji dotyczących tejże tematyki.

## Publikacje
Książki autorskie:
- Escape from the Prison of Love: Caloric Identities and Writing Subjects in Fifteenth-Century Spain. North Carolina Studies in the Romance Languages and Literatures 292. Chapel Hill, NC: University of North Carolina Press, 2009.
- ‘Generaciones y semblanzas’: Memory and Genealogy in Medieval Iberian Historiography. Romanica Monacensia 68. Tübingen: Gunter Narr, 2003.
- Images in Mind: Lovesickness, Spanish Sentimental Fiction and Don Quijote. North Carolina Studies in the Romance Languages and Literatures 274. Chapel Hill: U of North Carolina P, 2002.
- Picaresque and Bureaucracy: Lazarillo de Tormes. Newark, Delaware: Juan de la Cuesta, 2009.
- Writing as Poaching: Interpellation and Self-Fashioning in Colonial relaciones de méritos y servicios. The Medieval and Early Modern Iberian World 44. Boston; Leiden: Brill, 2011.

Wybrane artykuły:
- “Las memorias del visitador, la relación picaresca, y la ceguera colonial en El lazarillo de ciegos caminantes (1773): una lectura reparativa.” RILCE: Revista del Instituto de Lengua y Cultura Españolas 41,2 (2025): 507-533.
- “Kannibalen der Conquista bezeugt durch Juan José Saer: indigene Apokalypse und Kolonialismus.” Kannibalismus und Eucharistie: Frühneuzeitliche Figurationen des Einverleibens in den romanischen Literaturen. Materiale Textkulturen 41. Ed. Stephanie Béreiziat-Lang. Berlin; Boston, MA: De Gruyter, 2024. 263-280.
- “Apokalypse – Welt – Mensch: Skalierungen des Weltendes.” Aufbruch durch Apokalypse. Ed. Armin Morich. Eranos 2022 und 2023. Basel: Schwabe, 2024. 241-266.
- “(Un)veiling Extinction: Notes on an Apocalyptic History of Mexico.” Apocalyptica 2.2 (2023): 16-42.
- “Apocalypse Now: Transdisziplinäre Katastrophenforschung.” Anfang & Ende: Ruperto Carola 21 (2023): 36-43.
- “Lo real maravilloso / realismo mágico.” Lateinamerikanische Literatur- und Kulturtheorien. Ed. Fernando Nina. Berlin: Tranvia, 2023, pp. 107-127.
- “Don Quijotes Wahn. Literarische Obsession und medizinischer Befund.” Literatur als Obsession zwischen Cervantes‘ Don Quijote und der Gegenwart. Ed. Tobias Berneiser and Frank Estelmann. Wien: LIT Verlag: 2023. 51-75.